# We Built This City
We Built This City ist ein Lied der Gruppe Starship aus dem Jahr 1985. Es wurde von Bernie Taupin, Peter Wolf, Martin Page und Dennis Lambert geschrieben und erschien auf dem Album Knee Deep in the Hoopla.

## Geschichte
We Built This City wurde weltweit am 1. August 1985 veröffentlicht und wurde ein Nummer-eins-Hit in den Vereinigten Staaten, in Australien und Kanada.
Das Lied wurde von den Starship-Mitgliedern Grace Slick und Mickey Thomas gesungen, der gesprochene Text während des vorletzten Breaks, der wie ein Radiobeitrag klingt, wurde von Les Garland gesprochen. Dabei wird der dichte Verkehr auf der Golden Gate Bridge beschrieben; zudem gibt es die Hinweise „The city that rocks... the city that nevers sleeps“ (letzteres eigentlich ein Verweis auf New York). Die Zeile „Marconi plays the Mamba“ kondensiert negative Empfindungen zu Darreichungsform und Inhalt von Musikübertragungen in der Zeit vor dem Aufstieg des Rock’n Roll in eine knappe Form. Während man in einem deutschen Museum auch Konkurrenzprodukte finden kann, stammen die Exponate frühester drahtloser Sprachübertragungstechnik in anderen Teilen der Welt mit großer Zuverlässigkeit von der Firma Marconi Company, die zu Beginn des 20. Jahrhunderts als Gerätehersteller fast ein Weltmonopol besaß. Welche Verbreitung die Verballhornung des ursprünglich kubanischen Musikstils Mambo zu „Mamba“ in der US-Jugendkultur der 1950er oder 60er hatte, ist kaum noch feststellbar. Sicher ist, dass sich der Mambo in den 1940er Jahren in die USA ausbreitete und in den 1950er Jahren bei vielen Vertretern der Eltern- oder Großelterngeneration der Rock’n Roller mehrere Jahre lang beliebt war.
In einem Interview bei einem Radiosender mit Grace Slick wurde berichtet, dass der Song in den 1970er Jahren geschrieben wurde. Ursprünglich waren The City in the Bay, The City That Rocks oder The City That Never Sleeps als Titel vorgesehen.
Die von 2001 bis 2009 publizierte Zeitschrift Blender setzte das Lied im April 2004 auf Platz eins der Liste der „Most Awesomely Bad Songs... Ever“, in der die nach Meinung des Magazins schlechtesten populären Songs ausgewählt wurden.
In der Episode Afterschool Special von Drawn Together und Die Muppets ist das Lied zu hören sowie in der letzten Folge der NBC-Serie Revolution und im Finale von Rock of Ages.

## Kommerzieller Erfolg

### Chartplatzierungen
| ChartsChartplatzierungen       | Höchstplatzierung | Wochen |
| ------------------------------ | ----------------- | ------ |
| Deutschland (GfK)              | 10 (12 Wo.)       | 12     |
| Österreich (Ö3)                | 21 (6 Wo.)        | 6      |
| Schweiz (IFPI)                 | 8 (10 Wo.)        | 10     |
| Vereinigte Staaten (Billboard) | 1 (24 Wo.)        | 24     |
| Vereinigtes Königreich (OCC)   | 12 (16 Wo.)       | 16     |

| ChartsJahrescharts (1985)      | Platzierung |
| ------------------------------ | ----------- |
| Vereinigte Staaten (Billboard) | 14          |

### Auszeichnungen für Musikverkäufe
| Land/Region                  | Auszeichnungen für Musikverkäufe (Land/Region, Auszeichnung, Verkäufe) | Verkäufe  |
| ---------------------------- | ---------------------------------------------------------------------- | --------- |
| Kanada (MC)                  | Gold                                                                   | 50.000    |
| Neuseeland (RMNZ)            | 3× Platin                                                              | 90.000    |
| Vereinigte Staaten (RIAA)    | Gold                                                                   | 500.000   |
| Vereinigtes Königreich (BPI) | Gold                                                                   | 400.000   |
| Insgesamt                    | 3× Gold · 3× Platin ·                                                  | 1.040.000 |

## Coverversionen
- 2003: The Diplomats feat. Hell Rell: Built This City
- 2005: Half Man Half Biscuit
- 2018: LadBaby: We Built This City on Sausage rolls[12]
- 2019: Emil Bulls
- 2019: Ninja Sex Party
- 2021: Red Eye Temple[13]

### Version von LadBaby
Im Dezember 2018 veröffentlichte der Blogger LadBaby eine Comedy-Version des Songs mit dem Thema Wurstbrötchen (der Refrain des Songs lautet „We built this city on sausage rolls“; „Wir haben diese Stadt auf Wurstbrötchen gebaut“) um Geld für die Wohltätigkeitsorganisation The Trussell Trust zu sammeln. Sie war der britische Weihnachts-Nummer-eins-Hit für 2018.